# Jacob Adriaensz Bellevois

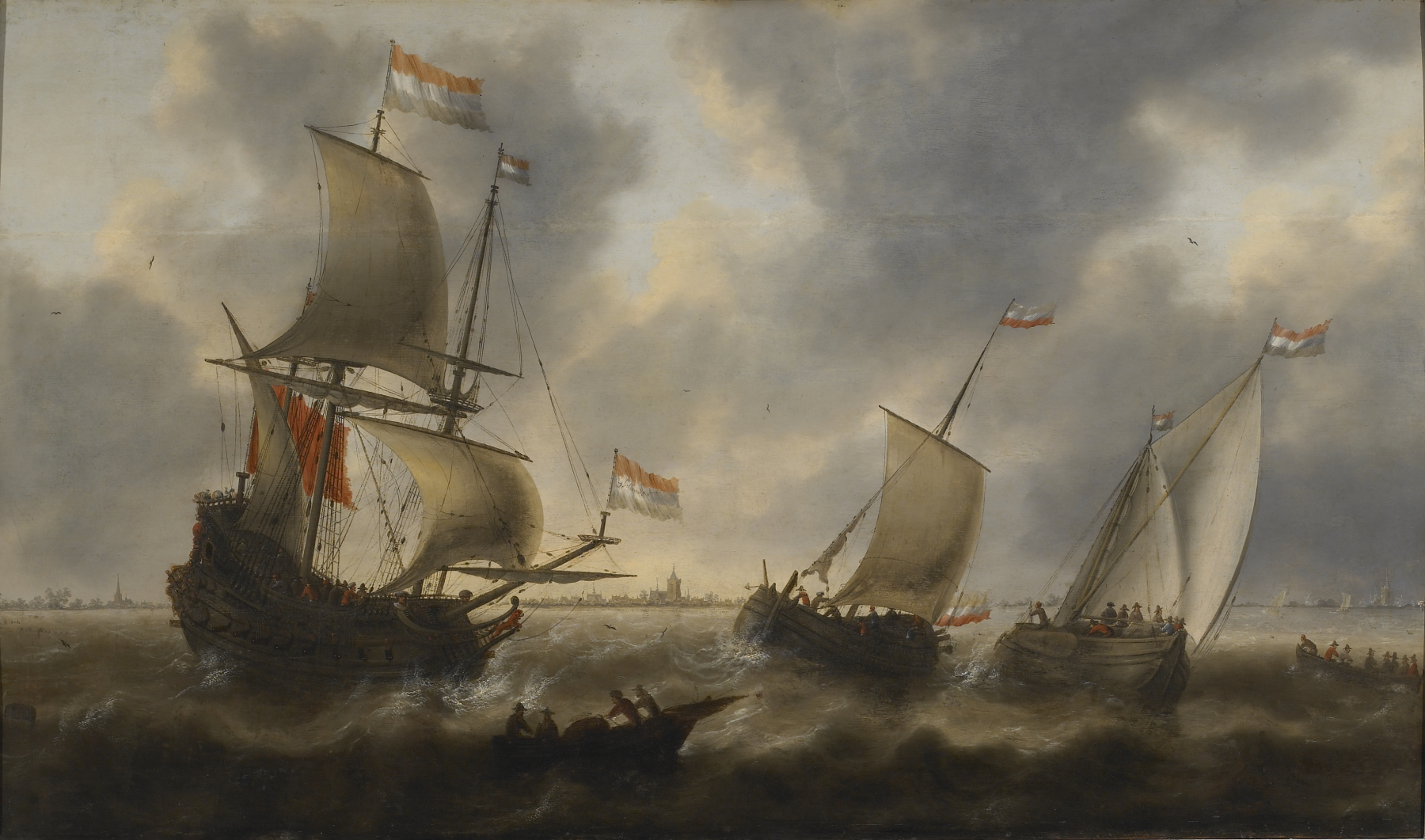
Barcos en el mar. Marina de Jacob Adriensz Bellevois. Museo Walters, Baltimore, Estados Unidos.

Jacob Adriensz Bellevois (Róterdam, 1621-1675)   fue un pintor barroco holandés especializado en marinas. Su obra está inspirada en la de Jan Porcellis del que quizás fue alumno, y Simon de Vlieger. No debe confundirse con el también pintor Jacob Adriaensz. Backer (1609-1651) que cultivó el género del retrato.

## Estilo
Las representaciones de los barcos, velas, mástiles y otros detalles, están realizadas con un alto grado precisión y minuciosidad. Una de las características principales de sus marinas es que muestran con gran acierto los diferentes estados del mar, expresados a través de una paleta de sutiles tonalidades. El escenario se completa con una magnífica captación de los movimientos de las nubes en el cielo, adoptando todo el conjunto una gran sensación de realismo. En sus obras suelen repetirse determinados efectos, como el movimiento aparente de las velas causado por el viento, la existencia de multitud de pequeñas figuras en la cubierta de las embarcaciones, o la presencia de pequeños botes.

## Obras
- Galera turca y navío holandés frente a la costa. Museo del Prado, Madrid.[2]
- Un barco de pesca próximo a una costa rocosa, en una tormenta con un naufragio. Museo Marítimo Nacional, Greenwich, Londres.
- Dos barcos ingleses naufragando por una tormenta junto a una costa rocosa. Museo Marítimo Nacional, Greenwich, Londres.[3]
- Velero de tres mástiles en la rada de Veere. Colección Príncipe de Liechtenstein,  Vaduz.
- Barcos en el mar. Museo Walters, Baltimore, Estados Unidos.